# Carl Spengler
Carl Spengler (30. července 1860 Davos – 15. září 1937 Davos) byl švýcarský lékař.
Byl synem zakladatele davoských lázní Alexandera Spenglera. Studoval medicínu v Heidelbergu a Štrasburku, kde získal v roce 1887 doktorát. Pracoval v curyšské fakultní nemocnici a v Institutu Roberta Kocha, kde byl přímo žákem a následně asistentem Roberta Kocha. Dlouhá léta vedl tuberkulózní léčebnu Alexanderhausklinik v Davosu. Věnoval se také chirurgii a léčbě rakoviny a syfilidy. Zkoumal fungování imunitního systému a patřil k průkopníkům homeopatie. Je po něm pojmenován lék Spenglersan.
Byl nadšeným sportovcem, věnoval se především lyžování, provedl také prvovýstup na alpskou horu Plattenflue. V roce 1923 věnoval cenu pro vítěze mezinárodního hokejového turnaje v Davosu, který dostal název Spenglerův pohár.